# 7987 Walshkevin
A 7987 Walshkevin (ideiglenes jelöléssel (7987) 1981 EV22) a Naprendszer kisbolygóövében található aszteroida. Schelte J. Bus fedezte fel 1981. március 2-án.